# Бюло, Фредерик
Фредерик Бюло (фр. Frédéric Bulot; 27 сентября 1990, Либревиль, Габон) — габонский футболист, полузащитник клуба «Докса» и сборной Габона.

## Клубная карьера
Бюло - воспитанник клуба «Монако». 7 августа 2010 года в матче против «Лиона» он дебютировал в  Лиге 1. Из-за высокой конкуренции Фредерик чередовал выступления за основную команду и дубль.
Летом 2011 года Бюло на правах свободного агента перешёл в «Кан». 6 августа в поединке против «Валансьена» он дебютировал за новую команду. 28 августа в матче против «Ренна» Фредерик забил свой первый гол в чемпионате Франции. Бюло стал одним из лидеров клуба, сыграв почти во всех матчах без замен.
Летом 2012 года Фредерик перешёл в льежский «Стандард». Сумма трансфера составила 1,7 млн. евро. 29 июля в матче против «Зюлте-Варегем» он дебютировал в Жюпиле лиге. 7 октября в поединке против «Андерлехта» Бюло забил свои первые голы за клуб из Льежа. Летом 2014 года Фредерик на правах аренды перешёл в английский «Чарльтон Атлетик». 16 сентября в матче против «Вулверхэмптон Уондерерс» он дебютировал в Чемпионшипе. 14 февраля 2015 года в поединке против «Брентфорда» Бюло забил свой первый гол за «Чарльтон Атлетик».
Летом 2015 года Фредерик вернулся во Францию, подписав контракт с «Реймсом». 9 августа в матче против «Бордо» он дебютировал за новую команду. В поединке против «Тулузы» Бюло забил свой первый гол за «Реймс». По окончании сезона 2016/2017 года Фредерик расторг контракт с клубом.

## Международная карьера
На юношеском и молодёжном уровне Бюло выступал за сборные Франции различных возрастов. В феврале 2014 года он получил вызов в сборную Габона и принял его. 5 марта в товарищеском матче против сборной Марокко он дебютировал за национальную команду.